# Isisbrunnen

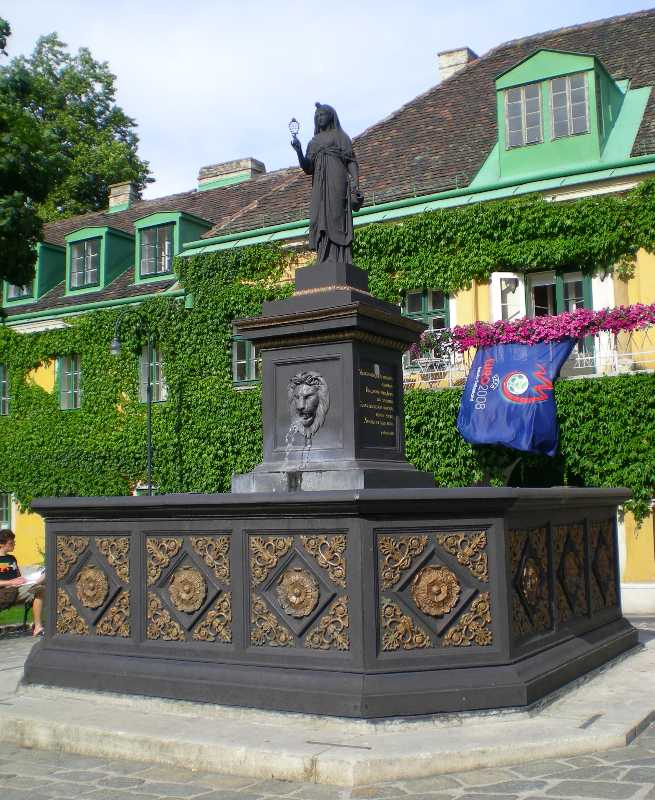
Der Isisbrunnen in der Josefstadt

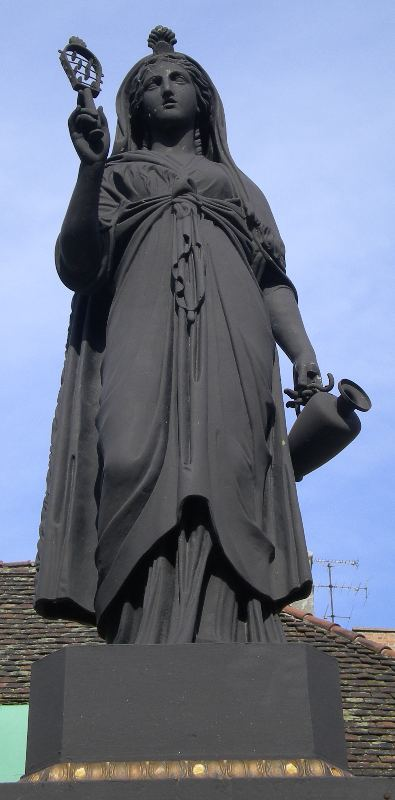
Figur der Isis auf dem Isisbrunnen

Der denkmalgeschützte Isisbrunnen (Listeneintrag) auf dem Albertplatz im Bezirksteil Breitenfeld des 8. Wiener Gemeindebezirks, Josefstadt, ist der einzige aus Gusseisen gefertigte Brunnen der Stadt.

## Geschichte
Der in der Graf Salm’schen Eisenfabrik in Blansko bei Brünn gegossene Brunnen entstand auf Initiative des Grundrichters Carl Georg Gaber. Der Brunnen wurde im Herbst 1833 in Betrieb genommen und im März 1834 nach Montage der Isisstatue von Sigismund Schultes, Abt des Schottenstiftes, das bis 1848 Grundherr war, im Beisein von Kaiser Franz I. geweiht. Die Statue der Göttin Isis wurde einer Marmorstatue der Antikensammlung der Sammlungen des Kaiserhauses nachgebildet.
Ursprünglich spendete der Isisbrunnen Wasser der aus Hütteldorf kommenden Albertinischen Wasserleitung. Da die Ergiebigkeit deren Quellen aber nachließ, wurde er später an die Kaiser Ferdinands-Wasserleitung angeschlossen.
Der in Wien geborene Maler Carl Wenzel Zajicek überlieferte eine Ansicht des Albertplatzes mit dem Isisbrunnen in Form eines Aquarells.
Der Brunnen stand ursprünglich genau in der Platzmitte. 1912 wurde er an die nordöstliche Platzseite versetzt, da für eine neue Straßenbahnlinie Platz gebraucht wurde. 1912–1942 verkehrte die Linie 15, auf der Kreuzung Florianigasse / Albertgasse von der Linie 5 (der sie sonst folgte) abzweigend, durch die Albertgasse, über den Albertplatz sowie durch Hebragasse und Lazarettgasse zur Spitalgasse, wo die Abzweigung wieder in die Strecke der Linie 5 einmündete.

### Inschriften
«FRANCISCO I. AUSTR. IMP. CAES. AVG.
SIGISMUNDO SCOT. ABB.
CAR. GABER. HUI. SUBURB.PRAEFECT.
FONS HIC APERTUS EST
IV. NON. OCT. MDCCCXXXIII.»
„Unter der Regierung des Kaisers Franz I. von Österreich, unter Sigismund, dem Schottenabte (und) unter Karl Gaber, dem Gemeindevorsteher dieser Vorstadt, wurde dieser Quell (=Brunnen) eröffnet am 4. Oktober 1833“
«VIRIBUS UNITIS, FACILI CONSENSU
ANIMORUM
FONS, MUNUS NOBIS, LIMPI-
DUS EFFODITUR :
CLARA STAT EFFIGIES SIGNUQUE
INSIGNIS AMORIS,
NATORUM ET NATIS, PIGNUS
AMORIS ERIT.»
„Mit vereinten Kräften und durch willige Übereinstimmung der Gemüter wurde uns zur Gabe dieser klare Quell (=Brunnen) erschlossen (=errichtet). Er steht als leuchtendes Bild und Zeichen hervorragender Liebe und wird noch unseren Enkeln ein Pfand der Liebe sein.“